# Gilbert Agius
Gilbert Agius (Valletta, 21 de fevereiro de 1974) é um ex-futebolista e treinador de futebol maltês que atuava como atacante. Atualmente comanda a seleção sub-21 de Malta.

## Carreira
Jogou quase toda a carreira no Valletta FC, onde estreou em 1990, com apenas 16 anos. Considerado um dos melhores jogadores de seu país, é o jogador que mais atuou pelo clube na história (612 partidas) e também o maior artilheiro (241 gols), sendo octacampeão do Campeonato Maltês e heptacampeão da Copa nacional, além de ter conquistado 7 Supercopas. Foi também eleito 3 vezes o futebolista maltês do ano (1996–97, 2000–01 e 2006–07)[carece de fontes?] Em homenagem ao atacante, o Valletta aposentou a camisa 7.
As 2 únicas experiências de Agius fora do Valletta foram por empréstimo: em 2001, disputou 4 partidas pelo Pisa (Itália), e na temporada 2013–14, vestiu a camisa do Xewkija Tigers (clube que disputa a Gozo Football League), onde se aposentou aos 40 anos. Ele chegou a passar um período de testes no Enköpings (Suécia), mas optou em seguir atuando em seu país.

## Carreira como treinador
Antes de sua aposentadoria, acumulou as funções de jogador e auxiliar-técnico do Valletta entre 2012 e 2014. Durante sua passagem pela comissão técnica da equipe, exerceu o cargo de treinador 3 vezes: em 2014 (em dupla com Ivan Zammit), 2019 e 2020 (ambos como interino)..
Em janeiro de 2021, foi anunciado como novo técnico da Seleção Maltesa sub-21, no lugar de Silvio Vella.

## Carreira na seleção
Com passagem pelas seleções de base de Malta, Agius é o terceiro jogador que mais defendeu os Cavaleiros de São Joãogols: tendo feito sua estreia em um amistoso contra o Gabão, em novembro de 1993, o atacante disputou 120 jogos e marcou 8 gols.[carece de fontes?] Entre os jogadores que mais defenderam seleções na história, é o 191º colocado, empatado com outros 15 jogadores, entre eles Wayne Rooney (Inglaterra), Zlatan Ibrahimović (Suécia), Cuauhtémoc Blanco (México), Mart Poom (Estônia), Kolo Touré (Costa do Marfim), Axel Witsel (Bélgica), Theodore Whitmore (Jamaica) e Rüştü Reçber (Turquia).

## Títulos

### Como jogador
Valletta FC
- Campeonato Maltês: 1991–92, 1996–97, 1997–98, 1998–99, 2000–01, 2007–08, 2010–11, 2011–12
- Copa Maltesa: 1994–95, 1995–96, 1996–97, 1998–99, 2000–01, 2009–10
- Supercopa Maltesa: 1994–95, 1996–97, 1997–98, 1998–99, 2000–01, 2007–08, 2010–11

Xewkija Tigers
- Gozo Football League: 2013–14

### Como treinador
Valletta FC
- Campeonato Maltês: 2018–19

### Individuais
- Futebolista maltês do ano: 1996–97, 2000–01, 2006–07